# 埃爾策巴赫河
50°54′41.2″N 9°35′30.1″E / 50.911444°N 9.591694°E
埃爾策巴赫河（德語：Erzebach），是德國的河流，位於該國中部，由黑森州負責管轄，屬於蓋斯巴赫河的右支流，河道全長4.8公里，流域面積5.4平方公里。